# Seabrook (Kent)
Seabrook – wieś w Anglii, w hrabstwie Kent. Leży 47 km na południowy wschód od miasta Maidstone i 99 km na południowy wschód od centrum Londynu.